# Castillo de la Geltrú

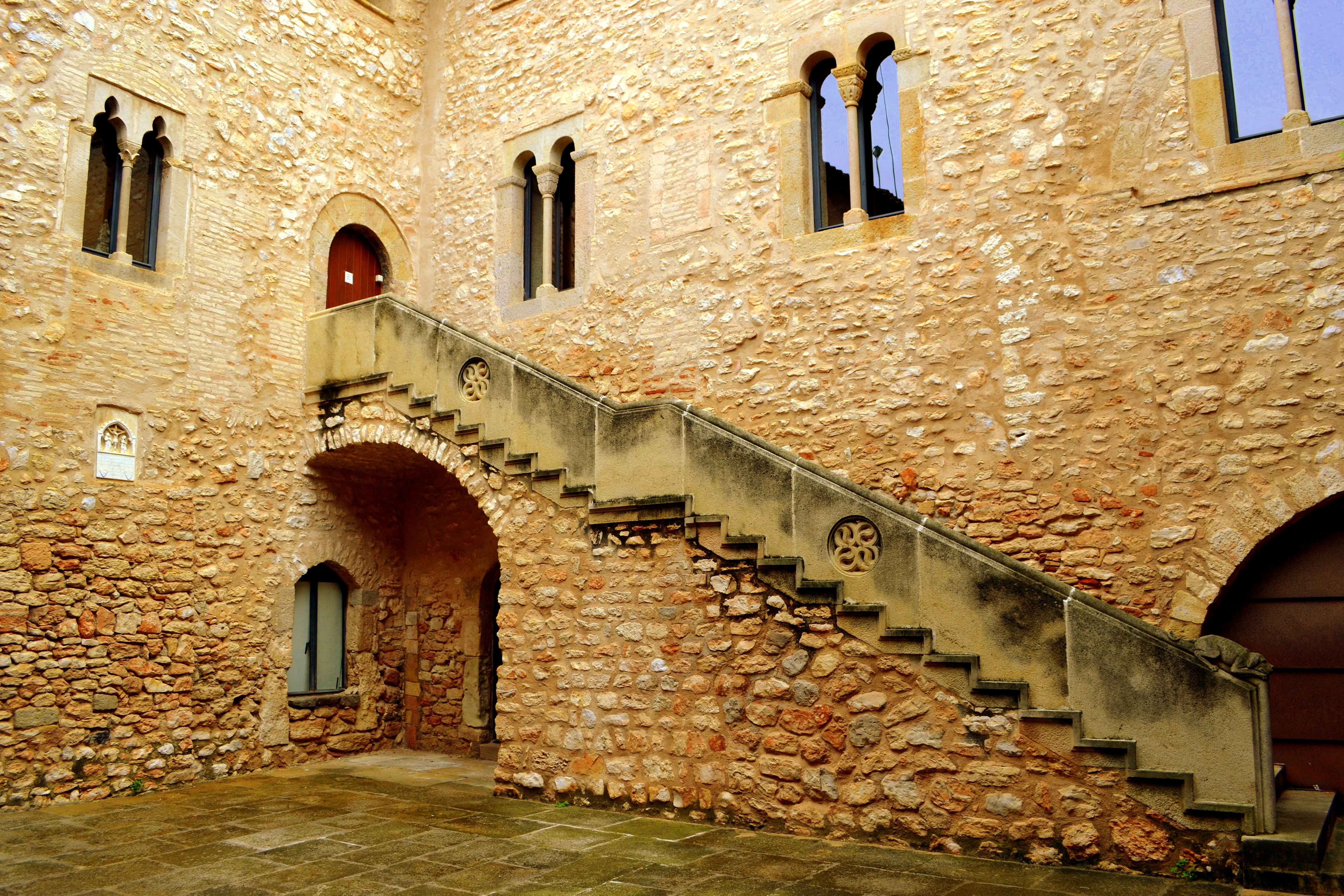
Castillo de la Geltrú, Villanueva y Geltrú (Barcelona, España)

El castillo de la Geltrú es un antiguo castillo construido en estilo gótico entre los siglos XII y XV y restaurado en estilo historicista en el siglo XX. Actualmente es la sede del Archivo Comarcal de la comarca barcelonesa del Garraf. Se encuentra dentro del antiguo núcleo de la Geltrú, en el municipio de Villanueva y Geltrú (Barcelona, España), en las proximidades de la iglesia parroquial de Santa María de la Geltrú.